# SR Yburg Steinbach
Der SR Yburg Steinbach ist ein baden-württembergischer Sportverein des Baden-Badener Stadtteils Steinbach im Rebland. 1951 spielten die Feldhandballer um die Deutsche Meisterschaft, die Leichtathleten erreichten bisher zweimal eine Bronzemedaille bei deutschen Meisterschaften. In jüngerer Zeit erreichten vor allem die jugendlichen Vereinsmitglieder nationale und internationale Erfolge. Der Vereinsname leitet sich vom Akronym für Sportring und dem Namen einer mittelalterlichen Burgruine oberhalb des Ortes ab. Der Sportring vereint knapp über 1000 Mitglieder, die sich auf die Sportarten Handball, Leichtathletik, Volleyball, Judo und Jiu Jitsu sowie auf verschiedene Breitensportarten verteilen. Damit ist er einer der mitgliederstärksten Vereine der Region.

## Vereinshistorie
Die Gründung und -benennung eines Sportvereins wurde in der Gemeinde erforderlich, nachdem der bisher ansässige Verein TV Steinbach von den Besatzungsmächten aus politischen Gründen verboten wurde. Daraufhin wurde der heutige Verein im August 1946 von Feldhandballern ins Leben gerufen und erhielt 1947 seinen aktuellen Namen, den die Verantwortlichen 1956 in das Vereinsregister eintragen ließen. Bedeutende nationale sportliche Erfolge erreichten die damaligen Feldhandballer 1951, als jene – als Südbadischer Meister – an der Endrunde zur Deutschen Meisterschaft teilnehmen durften. In jüngerer Zeit sind vor allem Aktive der Leichtathletiksparte und die Handball-Jugendmannschaften national und international erfolgreich.
Die heutigen Spielstätten sind die Schulturnhalle der Grund- und Hauptschule Steinbach, die Hallen der Südbadischen Sportschule sowie die dortigen Leichtathletikanlagen, die Schwarzwaldhalle in Bühl sowie die Neue Sporthalle Bühl.

## Handball

### SR Yburg Steinbach

#### Herren
Die Herren-Handballmannschaft des Sportring Yburg hat vor allem zahlreiche regionale Erfolge aber auch nationale Erfolge aufzuweisen. Nachdem man 1951 im Feldhandball um die Deutsche Meisterschaft spielen durfte, erreichte die Mannschaft – nun im Hallenhandball – 1988 den Aufstieg in die damalige Regionalliga Süd und errang so den bis heute größten Erfolg der Herren-Abteilung. Die Klasse konnte allerdings nicht gehalten werden. In den folgenden Jahren verlor die Mannschaft an sportlicher Klasse. 1993 verabschiedete man sich nach 22 Jahren Oberliga und Regionalliga in die damalige Verbandsliga. Nach kurzfristigem Wiederaufstieg in die Oberliga Südbaden (1995) und einigen Jahren in der niederklassigen Landesliga stieg die 1. Herrenmannschaft 2003 aus selbiger ab und spielte folgend in der sportlichen Talsohle Bezirksliga des Bezirkes Rastatt (2003/2004 und 2004/2005) erstmals nicht mehr überbezirklich. Nach zwei Jahren konnte diese mit dem Wiederaufstieg in die Landesliga verlassen werden, in welcher die Mannschaft mehrmals knapp den Aufstieg in die mittlerweile gegründete Südbadenliga verpasste.

#### Damen
Obwohl die ersten weiblichen Jugendmannschaften erst seit 2003 am Spielbetrieb teilnehmen, erreichte die 1. Damenmannschaft bereits im dritten Jahr ihres Bestehens (2011) – noch als SR Yburg Steinbach – die Landesliga Nord des Südbadischen Handballverbandes.

### SG Kappelwindeck/Steinbach bzw.SG Steinbach/Kappelwindeck
Um den Handballsport wieder in höherklassige Ligen zu führen, entschloss sich die Handballabteilung mit dem benachbarten Verein SV Kappelwindeck, dessen Damen- und Herrenmannschaft damals jeweils eine Liga unter denen des SR Yburg spielten, eine Spielgemeinschaft als SG Kappelwindeck/Steinbach bzw. SG Steinbach/Kappelwindeck einzugehen und die Jugendarbeit gemeinsam und erfolgsorientierter anzugehen. In der Saison 2022/2023 nahmen 33 Mannschaften aller Altersklassen am Spielbetrieb teil.

#### Herren
Das neu formierte Herrenteam startete als Spielgemeinschaft erstmals 2012/2013 in eine Handballsaison, während die Jugend schon einige Jahre erfolgreich als Spielgemeinschaft auftrat. Das gemeinsame Vorhaben wurde bereits in der Saison 2013/2014 mit dem Aufstieg des Herrenteams in die Südenbadenliga belohnt. Die Klasse konnte im darauffolgenden Jahr knapp gehalten werden, in der Saison 2015/2016 gelang dies nicht, der direkte Wiederaufstieg glückte allerdings. Nach weiteren Klassenerhalten spielen die Herren seitdem in der Südbadenliga.

#### Damen
Nachdem auch bei den Damen eine Spielgemeinschaft mit dem SV Kappelwindeck eingegangen wurde, erspielten sich die Spielerinnen in der Saison 2012/13 die Südbadenliga, in der sie nur knapp einen weiteren Aufstieg verpassten. In der Saison 2015/16 war die Damenmannschaft als Südbadischer Pokalsieger 2014/15 und Dritter des Finalturniers um den Pokaltitel Baden-Württembergs erstmals im DHB-Pokal spielberechtigt, in der sie in der ersten Runde gegen die 2. Liga-Damen des TSV Haunstetten den Kürzeren zog. In der Saison 2015/16 erspielte sich die Damenmannschaft den Aufstieg in die höchste Liga des Bundeslandes, die Baden-Württemberg Oberliga (BWOL). Das Eigengewächs Fitore Aliu debütierte in der Saison 2017/18 mit 17 Jahren für das Nationalteam des Kosovo. In der Saison 2017/18 gelang der Damenmannschaft als BWOL-Meister der Aufstieg in die 3. Liga, in der sie seit 2019/20 spielt. Der Damen- und weibliche Jugendbereich wird fachlich maßgeblich von Arnold Manz koordiniert, der 2018 für dieses Engagement die Ehrennadel des Landes Baden-Württemberg verliehen bekam.

#### Jugend
Die weibliche B-Jugend erreichte in der Saison 2011/2012 als Baden-Württembergischer Meister überraschend das Final Four um die Deutsche Meisterschaft und verlor erst im Finale denkbar knapp im Siebenmeterwerfen gegen die Mädchen der HSG Badenstedt. Ein Erfolg, dessen Wiederholung in der darauffolgenden Saison unglücklich verpasst wurde. Zu Baden-Württembergischen Meisterehren kam die weibliche B-Jugend auch 2017. 2015 und 2018 wurde die weibliche A-Jugend Meister Baden-Württembergs und qualifizierte sich 2013 erstmams für die A-Jugend-Bundesliga in der sie seitdem durchgehend spielt. Die Spielgemeinschaft brachte im Jugendbereich mittlerweile auch einige Nationalspielerinnen hervor, u. a. Laetitia Quist, die mit den zehn besten Jugendspielerinnen Deutschlands 2018 in den DHB-Elitekader berufen wurde.

## Leichtathletik
Die Leichtathleten stellen die erfolgreichste Abteilung des Vereins. Die Werfergruppe kam mehrfach zu bundesweiten Erfolgen: 1995 erreichte Volker Maier die Bronzemedaille bei den deutschen Meisterschaften im Kugelstoßen. 2007 erkämpfte sich Isabell von Loga in der gleichen Disziplin die Deutsche Jugendmeisterschaft und bei den U20-Europameisterschaften die Bronzemedaille. Außerdem nahm sie an den U20-Weltmeisterschaften 2006 in Peking teil. Im Sommer 2012 wurde Bodo Göder ebenfalls im Kugelstoßen innerhalb von drei Wochen erst Siebter der Juniorenweltmeisterschaften (U20), dann deutscher Meister der Junioren, um schließlich Bronze bei den deutschen U23-Meisterschaften zu holen. Nach einem 2. Platz bei den U23-Meisterschaften 2014, gewann Bodo Göder 2015 mit 19,02 m die Bronzemedaille bei den deutschen Meisterschaften hinter David Storl und Tobias Harms. Im selben Jahr wurde Nico Maier Dritter bei den deutschen U16-Meisterschaften. 2018 gelang Leon Hofmann die Vizemeisterschaft im Speerwurf bei den deutschen Jugendmeisterschaften (U18). 2019 errang Nico Maier die Silbermedaille bei den deutschen U20-Hallenmeisterschaften im Kugelstoßen. Vor allem im Jugendbereich sind die Sportler auch in anderen Disziplinen, etwa dem Mehrkampf, sehr erfolgreich. Einige badische und süddeutsche Meistertitel sowie etwa die 2006 errungene deutsche Meisterschaft der A-Schülermannschaft stehen stellvertretend für die erfolgreiche Jugendarbeit des Vereins. 2016 verzeichnete der SR Yburg zudem den größten Erfolg der Vereinsgeschichte im Jugendbereich mit 17 Medaillen bei den badischen Meisterschaften.
Bekannt ist auch der mittlerweile eingestellte Internationale Rebland-Cup der Leichtathleten, der 1993 erstmals ausgerichtet wurde.

## Volleyball
Die Volleyballabteilung des SR Yburg setzt sich aus zwei Damenmannschaften und weiblichen Jugendmannschaften zusammen. Die Landesliga stellt den bisher größten Erfolg seit der Abteilungsgründung 1979 (zusammen mit der Judoabteilung) dar.

## Breitensport
Der Verein definiert sich selbst auch als Breitensportverein. Es werden daher zahlreiche sportliche Aktivitäten außerhalb von Wettkämpfen angeboten. Dies auch im Sinne des Leitbildes des Vereines, mit welchem man sich für soziale Gleichheit, Fairness und ausdrücklich gegen Fremdenhass ausspricht und einsetzt.